# Концерт для фортепиано с оркестром № 4 (Рахманинов)
Концерт для фортепиано с оркестром № 4 соль минор, op. 40 — музыкальное произведение Сергея Рахманинова для солирующего фортепиано и симфонического оркестра в трёх частях, завершённое в 1926 году. В настоящее время он существует в трёх версиях. Концерт посвящен композитору Николаю Метнеру, который, в свою очередь, посвятил свой Второй фортепианный концерт Рахманинову.

## История создания
Рахманинов, возможно, начал работу над концертом ещё в 1914 году. В дальнейшем из-за вынужденной эмиграции и плотного гастрольного графика работа продвигалась медленно. После восьми лет гастролей композитор взял отпуск в конце 1925 года и начал работать над четвёртым концертом.

## Строение
Концерт написан в трех частях:
1. Allegro vivace (соль минор)
2. Largo (до мажор)
3. Allegro vivace (соль мажор)

## Премьера
Концерт был впервые исполнен автором в Филадельфии 18 марта 1927 года с дирижером Леопольдом Стоковским. Он был довольно холодно встречен критикой, поэтому Рахманинов внес туда некоторые поправки перед публикацией партитуры в 1928 году, а в 1941 создал вторую редакцию произведения.